# Sierpowo (województwo wielkopolskie)
Sierpowo – wieś w Polsce położona w województwie wielkopolskim, w powiecie kościańskim, w gminie Śmigiel.

## Historia
Miejscowość pierwotnie związana była z Wielkopolską. Ma metrykę średniowieczną i istnieje co najmniej od pierwszej połowy XV wieku. Wymieniona w dokumencie zapisanym po łacinie z 1401 pod nazwą Szirpowo, 1403 Sirpowo, 1407 Szyrpowo, 1413 Sirzpowo, 1429 Syrpowo, 1430 Zyrpowo, 1480 Szirpow.
Czasem w odniesieniu do wsi pojawiają się informacje o odnalezieniu w niej wczesnośredniowiecznego skarbu, które jednak w rzeczywistości dotyczą wsi Sierpowo w Łęczyckiem.
Miejscowość była początkowo własnością szlachecką należącą do lokalnej szlachty wielkopolskiej z rodu Sierpowskich, którzy od nazwy wsi przyjęli odmiejscowe nazwisko, a także Jaskóleckich, Górków. W 1469 należała do powiatu kościańskiego Korony Królestwa Polskiego. W 1403 biskup poznański Wojciech Jastrzębiec przyłączył do parafii w Radomicku wieś Sierpowo wraz z dziesięcinami płaconymi z folwarku, oraz mesznym płaconym przez kmieci i młynarza.
W latach 1401–1425 odnotowany został Jasiek z Sierpowa herbu Leliwa, którego potomkowie od nazwy wsi przyjęli odmiejscowe nazwisko Sierpowskich. W latach 1425–1450 jego majętności odziedziczył Jarosz lub Jarosław z Sierpowa syn Jaśka i Katarzyny. W 1450 zapisał on swojej żonie Elżbiecie po 150 grzywien posagu oraz wiana na 1/3 Sierpowa, które miała otrzymać w działach z braćmi. W 1480 we wsi odnotowano młyn, dwa stawy, folwark, dom oraz dwór szlachecki. W latach 1491–1493 jako właściciel we wsi odnotowany został Wincenty Sierpowski, a w 1493 Jan i Wojciech Sierpowscy.
W 1553 Stefan Wilkowski dał Łukaszowi, Andrzejowi i Stanisławowi z Górki wsie Sierpowo i Woliszewo. W XVI wieku właścicielami we wsi byli także Jaskóleccy. W 1555 Jakub Jaskólecki sprzedał z zastrzeżeniem prawa wykupu swej żonie Magdzie Opalenickiej wsie Sierpowo i Woliszewo za 3000 złotych, nabyte uprzednio przez Jakuba. W 1557 Andrzej, Łukasz oraz Stanisław Górkowie podzielili się dobrami, w tym wsią Sierpowo, którą otrzymał Andrzej Górka. 
Wieś odnotowały także historyczne rejestry podatkowe. W 1510 w Sierpowie było 7 łanów, w tym 2 i 3/4 łany osiadłe, a pozostałe opuszczone. wiardunki dziesiętne należały do uposażenia biskupa poznańskiego, dziesięcinę z folwarku oddawano plebanowi, z młyna płacono 0,5 ćwiertni żyta. We wsi gospodarowało 5 zagrodników, a każdy daawał po groszu mesznego. W 1564 z 2 łanów we wsi należących do pana Andrzeja z Górki płacono biskupowi poznańskiemu po 24 grosze tytułem dziesięciny.
W historycznych dokumentach odnotowano także zwykłych mieszkańców wsi. W latach 1413–1414 odnotowano śmierć Stanisława młynarza w Sierpowie oraz wdowę po nim Elżbietę mieszczkę kościańską. W 1476 przy podziale wsi wymieniono także miejscowych kmieci: Piotra Andryszka, Grzegorza Niemca, Paszka, Marcina Szwygna, Hanusza Bakyera, Jana Rula, zagrodnika Macieja Ziemla, oraz nazwy łanów pochodzące od nazwisk właścicieli lub dzierżawców łan Andryszewski, Kudlkowski, 3/4 łanów zwanych Baczowskie, Rulewskie, półłanki zwane Jankowski, Niklewski, Choroszewski, zagródka zwana Grzegorzewska, rola zwana Kugla, staw zwany Kuczkowski.
W 1580 wieś szlachecka, własność kasztelana międzyrzeckiego Andrzeja Górki, leżała w powiecie kościańskim województwa poznańskiego w Rzeczypospolitej Obojga Narodów.
W wyniku II rozbioru Rzeczypospolitej w 1793, miejscowość przeszła w posiadanie Prus i jak cała Wielkopolska znalazła się w zaborze pruskim. W okresie Wielkiego Księstwa Poznańskiego (1815-1848) miejscowość wzmiankowana jako Sierpowo należała do wsi większych w ówczesnym pruskim powiecie Kosten rejencji poznańskiej. Sierpowo należało do okręgu śmigielskiego tego powiatu i stanowiło część majątku Bojanowo stare, który należał wówczas do księżnej z rodu Hohenzollern. Według spisu urzędowego z 1837 roku Sierpowo liczyło 183 mieszkańców, którzy zamieszkiwali 20 dymów (domostw).
W latach 1975–1998 miejscowość położona była w województwie leszczyńskim.
Zobacz też: Sierpowo, Sierpów